# Dolichopeza (Trichodolichopeza) peringueyi
Dolichopeza (Trichodolichopeza) peringueyi is een tweevleugelige uit de familie langpootmuggen (Tipulidae). De soort komt voor in het Afrotropisch gebied.